# Franjo Bukovački
Franjo Bukovački (Gornja Lomnica, 1635.? - nepoznato mjesto u Turskom Carstvu, poslije 1678.), bio je kapetan Nikole i Petra Zrinjskog, sudionik u pobuni Zrinskih i Frankopana protiv cara i kralja Leopolda I. Bio je posljednji od hrvatske plemićke obitelji Bukovačkih.
Jedna od osoba u kojeg su Zrinski i Frankopani imali najviše povjerenja u uroti. Zrinski su ga ovlastili pregovarati s drugim državama za pomoć hrvatskim velikašima u sukobu s Habsburgovcima.
Ratovao protiv Turaka 1663./64. godine.
U Mletcima je pregovarao 1664. godine s francuskim poslanikom Petrom de Bonsyjem. Budući da nisu uspjeli pregovori s Francuskom, Zrinskog je nagovorio neka se pregovara s Osmanskim Carstvom. S Osmanskim Carstvom Bukovački je pregovarao u Solunu i na Kandiji sa samim sultanom Mehmedom IV. u prosincu 1669. godine.
U međuvremenu su mu Zrinski dodijelili posjede: na obroncima Plešivice, iznad Jastrebarskog: Bukovac, Lanišće i Gornje Volavje (danas Bukovac Svetojanski, Lanišće i Volavje). Pored njih imao je i druge posjede. 
Obnašao dužnost kapetana tvrđave Središća na Kupi 1669. godine. 
Urotu je na osmanskom dvoru prokazao habsburški poslanik na turskom dvoru Ivan Casanova. Urotnička je mreža bila presječena i obavijesni krug među urotnicima te nije znao da Osmansko Carstvo ne će se zaratiti s Austrijom zbog urotnika, niti do da je bečki dvor otkrio urotu, pa je veljače 1670. godine vratio se u Hrvatsku uvjeren da će Turci u rat s Austrijom, te se nadao obećanoj sultanovoj poruci preko bosanskog paše. Bukovački se tako nespreman upustio u smrtonosnu pustolovinu - digao je ustanak u Turopolju i Banskoj krajini protiv Habsburgovaca. Ustanak nije uspio pa je pred slom pobjegao u Tursku. Opravdano ne vjerujući Habsburgovcima, nije se vratio u Hrvatsku, niti nakon što ga je car i kralj Leopold I. nepuna tri mjeseca nakon smaknuća Zrinskih i Frankopana 1671. (na zauzimanje generala Ivana Josipa Herbersteina) pomilovao i vratio mu posjede. 
Ostao je živjeti i raditi u osmanskoj državi zato što nije vjerovao kraljevu obećanju. Zabilježeno je da je zapovijedao osmanskom graničnom postajom Cernikom te da je 1673. bio u Drinopolju. Posljednji trag o njemu koji se zna jest pismo zagrebačkom biskupu Martinu Borkoviću fra Luke Imbrišinovića.